# Corrado Olmi
Corrado Olmi (Jesi, 24 ottobre 1926 – Roma, 29 dicembre 2020) è stato un attore e scenografo italiano.

## Biografia
Dopo aver frequentato il liceo classico a Jesi e alcune filodrammatiche locali al Teatro Pergolesi con l'amica Valeria Moriconi (e il marito Aldo Moriconi), si trasferì a Roma e poi a Camerino dove conseguì la laurea in Giurisprudenza. Tornato a Roma frequentò l'Accademia di Pietro Sharoff. Molto attivo in campo teatrale soprattutto come attore (ma spesso anche come scenografo), fece parte per 3 anni della "Compagnia di Peppino De Filippo"; negli anni settanta partecipò alla fondazione de "La compagnia dell'atto" di Renato Campese; partecipò, in televisione, a diversi sceneggiati (Il conte di Montecristo) e varietà.
Per il cinema, dalla metà degli anni cinquanta, prese parte a oltre 80 film. Per il film La cena (1998) di Ettore Scola, insieme al resto del cast, vinse un Nastro d'argento al migliore attore non protagonista. Nel 1993 ottenne il premio "Una Vita per il Teatro" conferitogli in Campidoglio. Negli anni novanta fece parte della "Compagnia Italiana di Operetta" e insieme a Nadia Furlan diede vita alla compagnia teatrale "La nuova operetta".
È morto il 29 dicembre 2020, all'età di 94 anni in un ospedale di Roma, per complicazioni da COVID-19. Dopo la cremazione il funerale è stato celebrato a Jesi, il 5 febbraio 2021, nella chiesa di San Giovanni Battista. Riposa nel locale cimitero.

## Filmografia

### Cinema
- Peccato di castità, regia di Gianni Franciolini (1956)
- Chiamate 22-22 tenente Sheridan, regia di Giorgio Bianchi (1960)
- Un mandarino per Teo, regia di Mario Mattoli (1960)
- La cuccagna, regia di Luciano Salce (1962)
- L'amore difficile, regia di Alberto Bonucci, episodio Il serpente (1962)
- Adultero lui, adultera lei, regia di Raffaello Matarazzo (1963)
- Frenesia dell'estate, regia di Luigi Zampa (1964)
- Il week-end, episodio di I maniaci, regia di Lucio Fulci, episodio Il week-end (1964)
- Clémentine chérie, regia di Pierre Chevalier (1964)
- Amore facile, regia di Gianni Puccini, episodio Una domenica d'agosto (1964)
- I due pericoli pubblici, regia di Lucio Fulci (1964)
- Slalom, regia di Luciano Salce (1965)
- Svegliati e uccidi, regia di Carlo Lizzani (1966)
- I nostri mariti, regia di Luigi Zampa, episodio Il marito di Olga(1966)
- Le fate, regia di Mario Monicelli, episodio Fata Armenia (1966)
- L'arcidiavolo, regia di Ettore Scola (1966)
- Uno straniero a Paso Bravo, regia di Salvatore Rosso (1968)
- A qualsiasi prezzo, regia di Emilio Miraglia (1968)
- I quattro dell'Ave Maria, regia di Giuseppe Colizzi (1968)
- Roma come Chicago, regia di Alberto De Martino (1968)
- Colpo di sole, regia di Mino Guerrini (1968)
- Satyricon, regia di Gian Luigi Polidoro (1969)
- L'arcangelo, regia di Giorgio Capitani (1969)
- Una su 13, regia di Nicolas Gessner e Luciano Lucignani (1969)
- Il gatto a nove code, regia di Dario Argento (1971)
- Spara Joe... e così sia!, regia di Emilio Miraglia (1971)
- Il provinciale, regia di Luciano Salce (1971)
- Armiamoci e partite!, regia di Nando Cicero (1971)
- Il merlo maschio, regia di Pasquale Festa Campanile (1971)
- 4 mosche di velluto grigio, regia di Dario Argento (1971)
- Bello, onesto, emigrato Australia sposerebbe compaesana illibata, regia di Luigi Zampa (1971)
- Decameroticus, regia di Giuliano Biagetti (1972)
- La schiava io ce l'ho e tu no, regia di Giorgio Capitani (1973)
- Professore venga accompagnato dai suoi genitori, regia di Mino Guerrini (1974)
- Anno uno, regia di Roberto Rossellini (1974)
- Peccati in famiglia, regia di Bruno Gaburro (1975)
- L'uomo della strada fa giustizia, regia di Umberto Lenzi (1975)
- Una donna chiamata Apache, regia di Giorgio Mariuzzo (1976)
- La cicala, regia di Alberto Lattuada (1980)
- Innamorato pazzo, regia di Castellano e Pipolo (1981)
- Bollenti spiriti, regia di Giorgio Capitani (1981)
- Teste di quoio, regia di Giorgio Capitani (1981)
- Porca vacca, regia di Pasquale Festa Campanile (1982)
- Bonnie e Clyde all'italiana, regia di Steno (1983)
- Un povero ricco, regia di Pasquale Festa Campanile (1983)
- Il petomane, regia di Pasquale Festa Campanile (1983)
- Sfrattato cerca casa equo canone, regia di Pier Francesco Pingitore (1983)
- Due strani papà, regia di Mariano Laurenti (1984)
- Il ragazzo del Pony Express, regia di Franco Amurri (1986)
- Missione eroica - I pompieri 2, regia di Giorgio Capitani (1987)
- Il coraggio di parlare, regia di Leandro Castellani (1987)
- La scelta, episodio di Rimini Rimini - Un anno dopo, regia di Bruno Corbucci (1988)
- Don Bosco, regia di Leandro Castellani (1988)
- La cena, regia di Ettore Scola (1998)
- Si fa presto a dire amore, regia di Enrico Brignano (2000)
- Ma che colpa abbiamo noi, regia di Carlo Verdone (2003)

### Televisione
- Quando regnava Re Venceslao – film TV (1957)
- Non è vero... ma ci credo – commedia
- Un ragazzo di campagna – film TV (1959)
- Più rosa che giallo – serie TV, 7 episodi (1962)
- Il boia di Siviglia – film TV (1963)
- I grandi camaleonti – miniserie TV, 1 episodio (1964)
- Questa sera parla Mark Twain – miniserie TV, 1 episodio (1965)
- Scaramouche – miniserie TV, 1 episodio (1965)
- La donna di fiori – miniserie TV, 1 episodio (1965)
- Resurrezione – miniserie TV, 1 episodio (1965)
- Le avventure di Laura Storm – serie TV, 1 episodio (1966)
- Il conte di Montecristo – miniserie TV, 1 episodio (1966)
- Il triangolo rosso – serie TV, 1 episodio (1967)
- Sheridan: Squadra omicidi – miniserie TV, 1 episodio (1967)
- Totò Ye Ye – cortometraggio TV (1967)
- Il tuttofare – film TV (1967)
- Il Circolo Pickwick – serie TV, 1 episodio (1968)
- Se te lo raccontassi – miniserie TV, 1 episodio (1968)
- Stasera Fernandel – miniserie TV, 1 episodio (1969)
- Nero Wolfe – serie TV, 1 episodio (1970)
- La lotta dell'uomo per la sua sopravvivenza – serie TV, 6 episodi (1970)
- ...e le stelle stanno a guardare – miniserie TV, 1 episodio (1971)
- All'ultimo minuto – serie TV, 1 episodio (1971)
- Le inchieste del commissario Maigret – serie TV, 1 episodio (1972)
- Nessuno deve sapere – miniserie TV, 5 episodi (1972)
- Vino e pane – miniserie TV, 1 episodio (1973)
- Qui squadra mobile – miniserie TV, 1 episodio (1973)
- La porta sul buio – serie TV, 1 episodio (1973)
- Seguirà una brillantissima farsa... – serie TV, 1 episodio (1973)
- La visita della vecchia signoradi Friedrich Dürrenmatt, regia di Mario Landi,trasmessa il 30 novembre del 1973.
- Anna Karenina – miniserie TV, 1 episodio (1974)
- L'étrange monsieur Duvallier – serie TV, 1 episodio (1979)
- Turno di notte – miniserie TV, 2 episodi (1981)
- Inverno al mare – miniserie TV, 3 episodi (1982)
- Verdi – miniserie TV, 1 episodio (1982)
- Liszt Ferenc – miniserie TV, 1 episodio (1982)
- Benedetta e company – film TV (1983)
- I racconti del maresciallo – serie TV, 1 episodio (1984)
- Ferragosto OK – film TV (1986)
- Italian Restaurant – miniserie TV, 6 episodi (1994)
- Linda e il brigadiere – serie TV, 1 episodio (1997)
- Da cosa nasce cosa – film TV (1998)
- Mai con i quadri – film TV (1999)
- Anni '60 – miniserie TV, 1 episodio (1999)
- Il maresciallo Rocca – serie TV, 1 episodio (2001)
- I Cesaroni – serie TV (2010)

#### Partecipazione a Carosello
Corrado Olmi partecipò a numerose serie di sketch della rubrica di pubblicità televisiva Carosello, pubblicizzando:
- nel 1958, con Raimondo Vianello e Gianni Agus il detersivo Olà della Palmolive;
- nel 1959 e 1960, il sapone Camay della Procter & Gamble;
- dal 1959 al 1965 con numerosi altri attori, la camiceria Valle di Susa per il Cotonificio Valle di Susa;
- nel 1963, insieme ad Alberto Bonucci e Marina Malfatti, la benzina Supercortemaggiore dell'AGIP;
- nel 1962, insieme a Carlo Campanini e Tina De Mola il digestivo Cynar;
- nel 1966, insieme a Marisa Del Frate, Alberto Bonucci e Piero Gerlini le caramelle Lys della Dufour;
- nel 1967 con Gino Bramieri ed Ettore Conti l'insetticida Timor della Montesud Petrolchimica;
- nel 1970 i cioccolatini Bonheur della Perugina;
- nel 1973, insieme a Carlo Bagno, le assicurazioni del Lloyd Adriatico;
- nel 1976, le cucine Meson's della Mobilgradino.